# Polígon d'activitat econòmica
Un polígon d'activitat econòmica (PAE) és una zona específicament destinada a l’activitat econòmica. Aquest terme sorgeix arran de la creació del cens de polígons d'activitat econòmica (SIPAE) en el marc del Pacte nacional per a la indústria 2017-2020. Des de llavors, el seu ús s'ha estès per totes les administracions públiques i la resta del sector públic de Catalunya, encara que no estigui dotat d’una personalitat jurídica pròpia associada una legislació o normativa concreta.
El nombre total de PAE de Catalunya ascendia a un mínim de 1.436.
| Àmbit               | PAE   | % PAE | Superfície en ha | % Superfície |
| ------------------- | ----- | ----- | ---------------- | ------------ |
| Alt Pirineu i Aran  | 16    | 1,1%  | 95,17            | 0,3%         |
| Camp de Tarragona   | 110   | 7,7%  | 3.829,55         | 13,1%        |
| Comarques Centrals  | 263   | 18,3% | 2.880,99         | 9,8%         |
| Comarques Gironines | 271   | 18,9% | 3.430,80         | 11,7%        |
| Metropolità         | 449   | 31,3% | 13.312,53        | 45,5%        |
| Penedès             | 151   | 10,5% | 2.383,29         | 8,1%         |
| Ponent              | 106   | 7,4%  | 1.754,75         | 6,0%         |
| Terres de l'Ebre    | 70    | 4,9%  | 1.595,03         | 5,4%         |
| Total               | 1.436 | 100%  | 29282,11         | 100%         |
| Font: SIPAE         |       |       |                  |              |